# Jean-Félix Belinga-Belinga

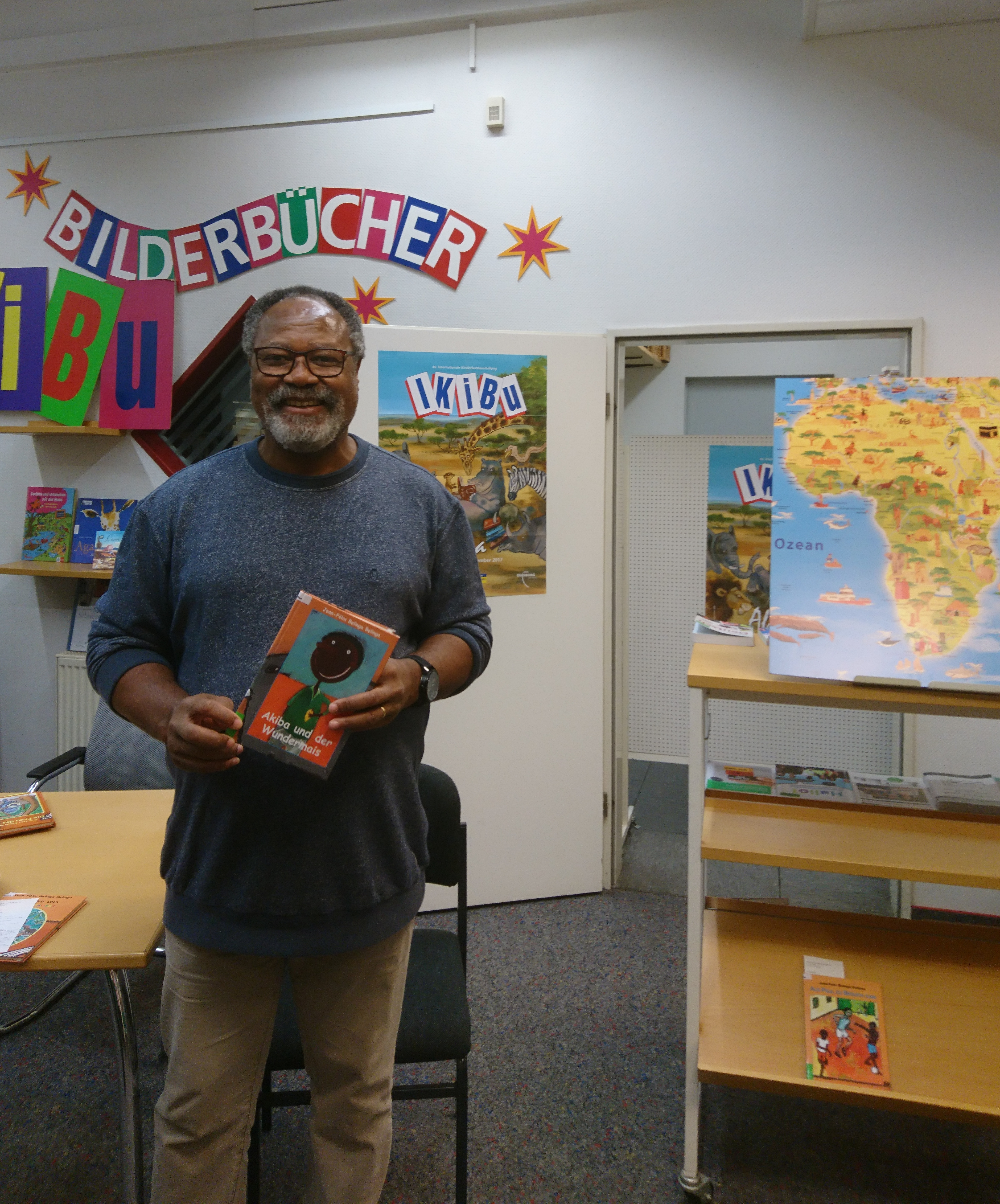
Jean-Félix Belinga-Belinga auf der IKiBu 2017

Jean-Félix Belinga-Belinga (* 22. Januar 1956 in Ndélé (Sud), Kamerun) ist ein in Deutschland lebender kamerunischer Autor, Journalist und Pfarrer.

## Leben
Jean-Félix Belinga-Belinga wurde 1956 in Ndélé, Kamerun geboren. Er studierte Evangelische Theologie, Philosophie und Musikwissenschaften in Erlangen (Bayern) und erlangte den Magister in Theologie. Anschließend bildete er sich weiter im Fachgebiet Journalismus.
Zurzeit ist Belinga-Belinga als Beauftragter für Interkulturelles Lernen für Ökumenische Zentrum der Evangelischen Kirche in Hessen und Nassau tätig. Daneben schreibt er vorwiegend Kinderbücher und ist freiberuflich als Journalist tätig.
Belinga-Belinga wohnt in Brensbach, ist verheiratet und Vater von drei Kindern.

## Werke
- 1988 Wenn die Palme die Blätter verliert
- 1998 Wir drei gegen Onkel Chef
- 1998 Gesang der Trommel
- 1990 Ngono Mefane, das Mädchen der Wälder
- 2011 Akiba und der Wundermais
- 2011 Als Paul zu Besuch kam
- 2011 Die Frau des Igels
- 2011 Zabaland und Kribbelzauber